# Diamond-Blackfan-anemie
Diamond-Blackfan-anemie is een zeer zeldzame (ca. 1:300.000 geboorten) aangeboren afwijking waarbij het lichaam te weinig rode bloedcellen aanmaakt ('bloedarmoede'). De ziekte openbaart zich vaak in het eerste levensjaar en is vernoemd naar Louis K. Diamond en Kenneth Blackfan die hem in 1938 beschreven. 
"Diamond-Blackfan-anemie", is een zeer zeldzame ziekte, en genetisch onderzoek laat zien dat er een flink aantal verschillende vormen van bestaan. Prednison wordt gebruikt als medicatie. Wanneer de medicatie niet goed aanslaat wordt er ook wel gebruik gemaakt van bloedtransfusies om zo genoeg rode bloedcellen te krijgen. Prednison kan bijwerkingen opleveren bij patiënten, zoals bijvoorbeeld een groeiachterstand en kalkvermindering in de botten.